# Sitio de Breda (1637)

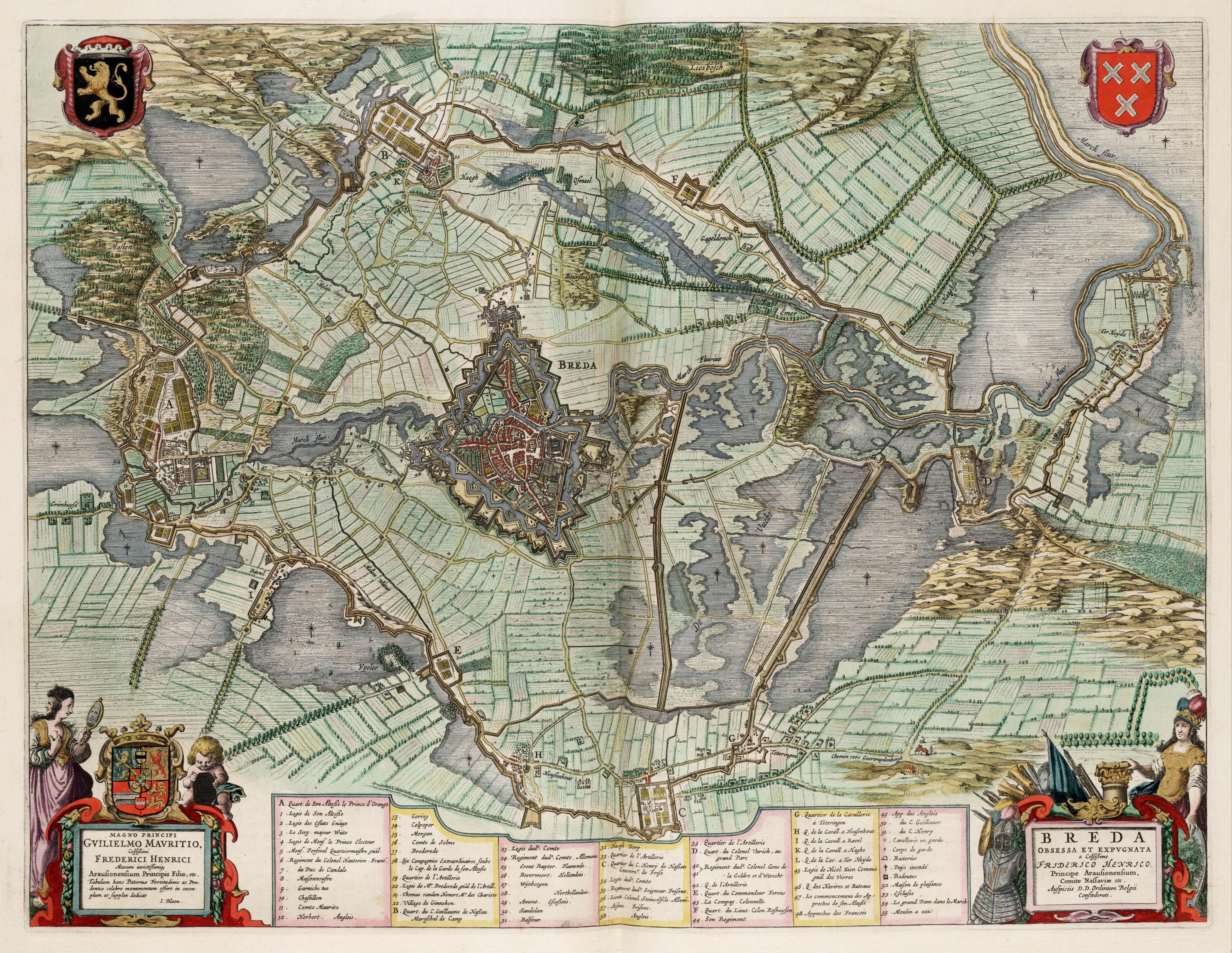
Mapa del sitio de Breda de 1637, por Joan Blaeu.

En 1637, durante el transcurso de la guerra de Flandes que las Provincias Unidas de los Países Bajos mantenían contra España a fin de conseguir su independencia, la ciudad de Breda, bajo dominio español, fue sitiada por las tropas neerlandesas bajo el mando de Federico Enrique de Orange-Nassau.
El asedio, de casi tres meses de duración, concluyó con la rendición de la guarnición española y la ocupación de la ciudad por las fuerzas neerlandesas. A partir de este momento Breda pasaría definitivamente a formar parte de las Provincias Unidas neerlandesas.

## Contexto
Hacia 1566-68 las provincias del norte de los Países Bajos, parte del imperio español, comenzaron contra España una serie de revueltas que desembocarían en la guerra de los ochenta años o guerra de Flandes, en la que los holandeses luchaban por conseguir su independencia de la Corona española. En 1579 estas provincias se agruparon en la unión de Utrecht formando las Provincias Unidas de los Países Bajos, que en 1581 declararon unilateralmente su independencia mediante el acta de abjuración.
La guerra entre España y las Provincias Unidas (con el apoyo de Inglaterra) se prolongaría a lo largo del primer tercio del siglo XVII, provocando en ambos bandos un fuerte desgaste económico y humano. En 1618 comenzó en Europa la guerra de los treinta años, y en 1635 Francia declaraba la guerra a España. Felipe IV reinaba en España y Fernando de Austria era gobernador de los Países Bajos españoles.
Federico Enrique de Orange-Nassau era estatúder de las Provincias Unidas. A principios de 1630, Federico-Enrique persiguió una política de conquistar — o liberar, como los rebeldes holandeses lo veían — la mayoría de los Países Bajos Españoles con ayuda francesa. Esto lo consiguió en parte al avanzar lentamente a lo largo del valle del río Mosa en el este, ocupando Venlo, Roermond y Maastricht.

### Breda
La ciudad de Breda, en la provincia de Brabante, había sido objeto de varias batallas y asedios a lo largo de la guerra. Tras el sitio de Breda de 1577, en 1581 la tomaron los tercios españoles; en 1590 la recuperarían los holandeses, y en 1625 Ambrosio Spinola la había conquistado nuevamente para España tras el asedio de Breda de 1625. Omer Fourdin era gobernador de la ciudad, encargado de su defensa.
Para marchar hacia Bruselas, Federico Enrique tenía que recuperar Breda, la "daga que apunta al corazón de la República" y la posesión antiguamente más importante de la Casa de Orange en los Países Bajos.

## Preparativos
A instancias del embajador de Richelieu, a principios de mayo de 1637 los Estados Generales habían reunido en Rammekens una gran flota con un ejército de aproximadamente 14 000 hombres y 4000 caballos, cuyo objetivo era atacar Dunkerque. Imposibilitados de zarpar debido a las condiciones climatológicas adversas, que duraron varias semanas, y tomando en cuenta los preparativos que los españoles habían hecho contra este plan, Federico Enrique decidió anular el ataque a Dunkerque y marchar con sus fuerzas hacia Breda.

## Asedio
El 21 de julio de 1637, las tropas holandesas bajo el mando de Enrique Casimiro de Nassau-Dietz intentaron tomar la ciudad con un asalto sorpresa pero fueron repelidas. El 23 de julio, con la llegada de Federico Enrique comenzó el asedio en serio. Guillermo II de Orange-Nassau, de tan sólo 13 años, acompañaba a su padre Federico Enrique.
Fernando de Austria hubo de marchar con el grueso de sus fuerzas al socorro de Landrecy y Henao que las tropas francesas estaban sitiando. Envió al conde Juan de Nassau (primo de Guillermo de Nassau-Siegen, que luchaba en las filas holandesas) al frente de una fuerza de 5000 infantes y 2000 caballos con el objetivo de introducirse en Breda para socorrerla. Incapaz de atravesar las líneas holandesas, Juan de Nassau hubo de retirarse.
El ejército holandés rodeó la ciudad con un sistema de trincheras, que les permitió avanzar encubiertamente hasta las puertas. El 1 de septiembre, el foso había sido rellenado en dos lugares, pero la guarnición continuó resistiendo ferozmente, llevando el ataque a su fin. El 6 de octubre, obligado por la falta de munición y por las enfermedades sufridas por los asediados durante el tiempo que duró el sitio, el gobernador Fourbin propuso a los holandeses su rendición y retirada con honor, que fue otorgada por Federico Enrique, y el 11 de octubre a las 11:00 de la mañana dejaron la ciudad con redoble de tambor, retirándose a Malinas.
Durante el asedio, la artillería holandesa disparó 23 000 proyectiles contra las fortificaciones de la ciudad.

## Consecuencias
La toma de Breda sumada a las de Bolduque en 1629 y de Mastricht en 1632 permitió a los holandeses asegurar el comercio de Zelanda y las fronteras holandesas contra los ataques de los tercios españoles. La ciudad, cuyo control había pasado varias veces de unos a otros contendientes durante la guerra de Flandes, quedó definitivamente en poder de las Provincias Unidas.
La victoria holandesa confirmaría al estatúder Federico Enrique de Orange-Nassau en su papel de líder militar, por haber conseguido conquistar en sólo siete semanas la misma ciudad que Ambrosio Spinola tardara once meses durante el asedio de Breda de 1625. Tras la conquista, Federico Enrique ordenó reparar y reforzar las fortificaciones de la ciudad para asegurarla frente a posibles ataques españoles.
El apoyo de Francia a las Provincias Unidas, que supondría una importante ayuda en la lucha de éstas contra España, así como el estallido en 1640 de la Guerra de Separación de Portugal y la sublevación de Cataluña, agravando la situación militar española, serían la causa del paulatino retroceso de los tercios españoles en los Países Bajos. La guerra de Flandes se prolongaría hasta 1648, cuando según la Paz de Münster se declararía la independencia definitiva de las Provincias Unidas.
El asedio de Breda de 1637 sirvió como fuente de inspiración para los pintores y grabadores flamencos, entre ellos Jan van Hilten y Hendrick de Meijer  ("Salida de las tropas españolas de Breda").